# Omar Benjelloun
Omar Benjelloun (nacido el 22 de enero de 1980 en Casablanca, Marruecos) es un estratega financiero marroquí especializado en mercados emergentes y finanzas digitales. Actualmente es Director de Estrategia de Nomy Finance y asesor financiero del consejo de administración de MahrebGroup, una empresa de inversión y gestión de activos. Benjelloun ha trabajado en iniciativas destinadas a integrar los sistemas financieros tradicionales con los mercados de criptomonedas y a ampliar los servicios financieros en la región MENA.

## Primeros años y educación
Benjelloun nació en Casablanca en el seno de una familia vinculada al sector bancario. Estudió Derecho en la Universidad Mohamed V de Rabat, donde se licenció. Más tarde obtuvo un MBA en Finanzas Internacionales a través de los programas ofrecidos por ESCP Business School en París y London Business School, centrándose en los mercados globales y las estrategias de inversión.

## Carrera
Benjelloun comenzó su carrera en BMCE Bank (ahora parte de Bank of Africa), trabajando inicialmente en la división jurídica antes de pasar a desempeñar funciones financieras. En 2009, se incorporó al Bank of Africa, contribuyendo a la expansión de la institución en el África subsahariana y Oriente Medio, con especial atención a las asociaciones transfronterizas y los marcos operativos.
En 2018, Benjelloun comenzó a trabajar en blockchain y finanzas digitales. Participó en esfuerzos para desarrollar marcos regulatorios y de mercado para criptomonedas en Marruecos, y apoyó iniciativas relacionadas con la infraestructura de activos digitales y la inversión en la región. Su compromiso público en el sector disminuyó después de 2023, a medida que aumentaban sus responsabilidades estratégicas en MahrebGroup.
En 2017, Benjelloun se incorporó a MahrebGroup como responsable de Desarrollo Estratégico, con sede en la oficina de Dubái. Supervisó iniciativas de expansión en toda la región MENA, formando asociaciones institucionales y contribuyendo a estrategias de inversión alineadas con las condiciones económicas regionales.
Tras la adquisición de Nomy Finance por parte de MahrebGroup en 2025, Benjelloun fue nombrado director de Estrategia. En este puesto, ha sido responsable de orientar la planificación estratégica a largo plazo, centrándose en la innovación digital, la tokenización de activos y las finanzas descentralizadas. Ha dirigido iniciativas destinadas a ampliar la presencia de la empresa en los sectores de la gestión digital de patrimonios y la tecnología financiera.